# قطعنامه ۱۰۳۱ شورای امنیت
قطعنامه ۱۰۳۱ شورای امنیت سازمان ملل متحد که در تاریخ ۱۵ دسامبر ۱۹۹۵ تصویب شد، سندی بین‌المللی دربارهٔ بوسنی و هرزگوین است. این قطعنامه طی نشست ۳۶۰۷ام با ۱۵ رای موافق، ۰ مخالف و ۰ ممتنع تصویب شد.